# Рунаж
Рунаж — река в России, протекает в Вологодской области, в Великоустюгском районе. Устье реки находится в 18 км по левому берегу реки Луженьга. Длина реки составляет 11 км.
Исток реки расположен в восточной части обширного Авдюжского болота в 33 км к юго-западу от Великого Устюга. Из западной части того же болота вытекают ручьи, принадлежащие бассейну Стрельны. Рунаж течёт по лесу на северо-восток, крупнейший приток — Уживец. Населённых пунктов по берегам нет.

## Данные водного реестра
По данным государственного водного реестра России относится к Двинско-Печорскому бассейновому округу, водохозяйственный участок реки — Северная Двина от начала реки до впадения реки Вычегда, без рек Юг и Сухона (от истока до Кубенского гидроузла), речной подбассейн реки — Сухона. Речной бассейн реки — Северная Двина.
По данным геоинформационной системы водохозяйственного районирования территории РФ, подготовленной Федеральным агентством водных ресурсов:
- Код водного объекта в государственном водном реестре — 03020100312103000009906
- Код по гидрологической изученности (ГИ) — 103000990
- Код бассейна — 03.02.01.003
- Номер тома по ГИ — 03
- Выпуск по ГИ — 0